# The Last of Us: Left Behind
The Last of Us: Left Behind é um conteúdo para download (DLC) do jogo eletrônico The Last of Us. Ele foi desenvolvido pela Naughty Dog e publicado pela Sony Computer Entertainment, sendo lançado digitalmente para PlayStation 3 em 14 de fevereiro de 2014 e depois para PlayStation 4 em 29 de julho como parte do relançamento The Last of Us Remastered. Posteriormente, foi lançado como um pacote de expansão autônomo para ambos os consoles em 12 de maio de 2015. A expansão também foi incluída em The Last of Us Part I, um remake do jogo original, que foi lançado em setembro de 2022 para PlayStation 5 e será lançado em março de 2023 para Windows. A história se divide em dois tempos, em um, antes dos eventos de The Last of Us, a adolescente Ellie passa seu tempo brincando e se divertindo em um shopping junto com sua melhor amiga Riley, e no outro, durante dos eventos de The Last of Us, Ellie procura suprimentos dentro de um shopping abandonado para poder cuidar de Joel, que se feriu seriamente após uma luta na Universidade do Leste do Colorado.
Left Behind possui uma jogabilidade praticamente idêntica ao The Last of Us original, sendo visto a partir de uma perspectiva em terceira pessoa com os jogadores podendo usar armas de fogo, armas improvisadas e furtividade a fim de evitarem e defenderem-se de humanos hostis e criaturas canibalísticas infectadas por uma mutação do fungo Cordyceps. O combate furtivo usa um "Modo de Escuta" que permite a localização de inimigos por meio de uma audição aprimorada e percepção espacial. Há também um sistema de criação que permite os jogadores aprimorem e customizem suas armas.
O desenvolvimento de Left Behind começou após o lançamento de The Last of Us em junho de 2013. O foco da história era desenvolver o relacionamento entre Riley e Ellie, além de quais acontecimentos da vida da segunda viriam a definir sua personalidade. O diretor de criação e roteirista Neil Druckmann usou o quadrinho The Last of Us: American Dreams como ponto de partida, com a equipe desejando explorar como o comportamento de Ellie foi afetado por Riley. O jogo foi aclamado pela crítica, com elogios indo particularmente para sua história, caracterização e representação de personagens femininas e LGBT. A história de Left Behind fará parte da adaptação televisiva de The Last of Us que estreou em janeiro de 2023.

## Jogabilidade
The Last of Us: Left Behind possui uma jogabilidade praticamente idêntica a The Last of Us. É um jogo eletrônico de ação-aventura e survival horror apresentado a partir de uma perspectiva em terceira pessoa. O jogo envolve tiroteios, combate corpo-a-corpo e um sistema de cobertura. O jogador controla Ellie durante toda a história. Um elemento novo de combate é a habilidade de focar a atenção dos Infectados contra inimigos humanos ao se jogar objetos para distraí-los. Isto reduz o número de inimigos que podem ser encontrados, dando ao jogador uma vantagem tática. O jogo se passa dentro de um shopping e no decorrer da história o jogador encontra vários locais e atividades diferentes, como um carrossel, cabine de fotos, arcades, loja de máscaras e armas d'água. Todos esses locais possuem algum grau de interatividade, permitindo que o jogador os utilize de maneiras diferentes; por exemplo, a cabine de fotos permite a escolha de diferentes maneirismos na hora de posar para as fotos, enquanto as armas d'água permitem que Ellie deixe Riley encharcada.

## Enredo
Ellie procura suprimentos dentro de um shopping abandonado para poder cuidar de Joel, que se feriu seriamente após uma luta na Universidade do Leste do Colorado. Ela descobre um kit médico dentro de um helicóptero militar caído. Ellie é bloqueada em seu caminho de volta por Infectados e um grupo de humanos sobreviventes. Ela luta até conseguir voltar até Joel, tratando seu ferimento e levando-o para um local seguro com o objetivo de se prepararem para o inverno.
Antes de conhecer Joel, Ellie é surpreendida no internato por sua melhor amiga Riley depois desta se ausentar por semanas. Riley revela que se juntou aos Vaga-Lumes, um grupo miliciano, levando Ellie para explorar um shopping abandonado. Riley eventualmente conta que os Vaga-Lumes a designaram para fazer parte de um grupo em uma cidade diferente, tendo quebrado as regras para poder ver a amiga. As duas discutem, porém Ellie eventualmente aceita a decisão por ser algo que Riley há muito desejava.
Riley conecta o walkman de Ellie no sistema de som do shopping e as duas dançam alegremente juntas. Ellie implora para que a amiga não vá embora. Riley arranca sua chapa de identificação e Ellie a beija. Os Infectados são atraídos pelo som da música, encontram as duas meninas e começam a persegui-las; elas fogem, porém são mordidas. Ambas consideram cometer suicídio, mas escolhem passar seus últimos momentos de vida juntas.

## Desenvolvimento

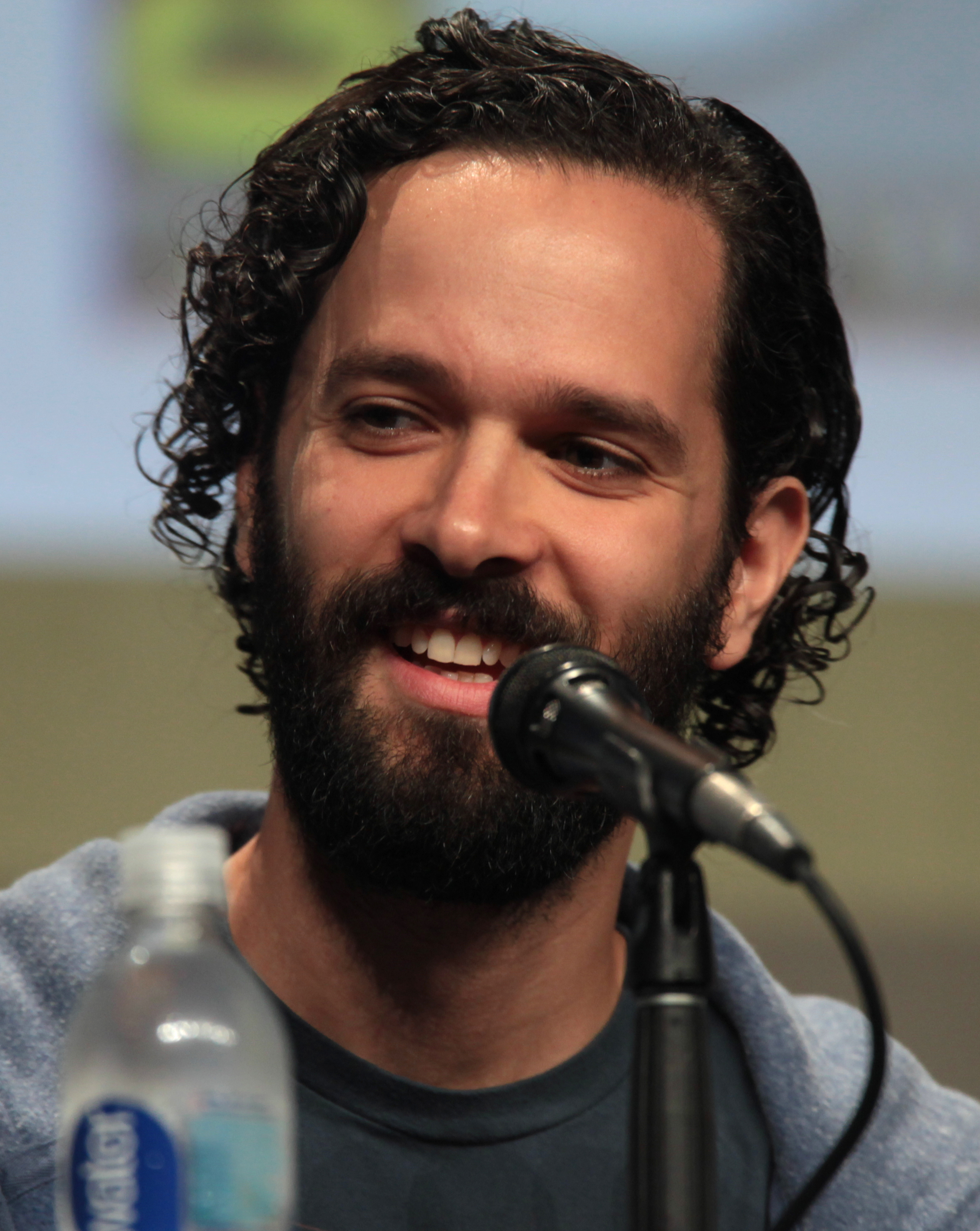
Neil Durckmann, diretor de criação e roteirista de Left Behind.

A Naughty Dog começou o desenvolvimento de Left Behind pouco depois do lançamento de The Last of Us em junho de 2013 utilizando uma equipe com metade do tamanho. A equipe de desenvolvimento tomou a decisão de criar um conteúdo para download para o modo um jogador, imediatamente decidindo em seguida que a história se focaria na personagem de Ellie; eles descobriram que os jogadores de The Last of Us estavam interessados em saber sobre os eventos da vida de Ellie ocorridos antes da história do jogo principal, particularmente os acontecimentos envolvendo Riley, que é apenas mencionada em The Last of Us. Além disso, os desenvolvedores também souberam que alguns jogadores queriam saber dos eventos que ocorreram entre os segmentos do outono e inverno, em que Ellie cuida de um Joel ferido. Isto fez a equipe decidir contrastar esses dois incidentes, acreditando que ajudava no ritmo da história. O diretor de jogo Bruce Straley afirmou que a Naughty Dog sentiu que a história justificava o desenvolvimento de Left Behind.
Left Behind foi escrito para se focar na relação entre Ellie e Riley, além de recontar os eventos que definiram a personalidade da primeira. Riley foi cronologicamente apresentada para Ellie em The Last of Us: American Dreams, uma história em quadrinhos escrita pelo diretor de criação Neil Druckmann e ilustrada por Faith Erin Hicks. A equipe usou o quadrinho como ponto de referência ao desenvolver a relação das duas personagens, ficando particularmente interessados em ter a chance de ver mais dessa relação; Druckmann achou que a Naughty Dog não teria desenvolvido Left Behind caso American Dreams não tivesse sido escrita. O diretor sentia que a história de Joel e Ellie em The Last of Us lidava com sobrevivência, lealdade e amor, com a relação de Ellie e Riley em Left Behind lidando com temas similares. Straley achava que os temas envolviam amor, perda e dedicação, ponderando até que ponto alguém estaria disposto a ir para proteger aqueles com quem se importa.
Druckmann já tinha uma ideia geral dos eventos que moldariam a identidade e personalidade de Ellie enquanto ainda escrevia o roteiro The Last of Us; ele descobriu que esses eventos ainda eram apropriados quando chegou a hora de conceber a história de Left Behind. O diretor sentiu que omitir a natureza da discussão entre Ellie e Riley, que ocorre antes dos eventos mostrados no jogo, permitia que os jogadores tirassem suas próprias conclusões. A equipe também achou que várias seções do jogo eram interessantes, como as referências sobre Facebook e Dia das Bruxas, já que as duas personagens não saberiam seus significados por terem nascido depois do surto do vírus.
A atriz Ashley Johnson retornou para interpretar o papel de Ellie em Left Behind. A equipe escolheu Yaani King para interpretar Riley; Johnson comentou que estava interessa em atuar junto com alguém diferente, achando imediatamente que King se encaixa no papel. Esta ficou intimidada por tornar-se parte de um projeto tão grande e ficou preocupada em "se enturmar". A equipe achou interessante contar a história de Riley já que os jogadores de The Last os Us estavam conscientes sobre seu impacto na vida de Ellie; Left Behind mostra como o comportamento de Riley muda Ellie, resultando no posterior foco da segunda em lutar para salvar aqueles próximos de si. Os desenvolvedores também ficaram interessados nas atitudes de Ellie junto com Riley, achando que essa assumia uma postura mais brincalhona. As duas personagens se beijam em Left Behind; a equipe explorou omitir o beijo do jogo, porém sentiram que era imperativo para a história e reforçava a relação entre elas. Druckmann inicialmente considerava que Ellie via Riley apenas como uma influência, porém mais tarde considerou um apelo romântico e decidiu explorar o conceito.
O período reduzido de desenvolvimento para Left Behind deu oportunidade para a equipe testear mecânicas e ideias que não puderam ser testadas para o jogo principal. Um novo elemento de jogabilidade foi adicionado para permitir que os jogadores focassem a atenção dos Infectados contra inimigos humanos, permitindo uma fuga mais fácil. A jogabilidade também foi mais focada nos personagens em vez do combate, permitindo que os jogadores se relacionassem melhor com eles. As sequências de jogabilidade foram projetadas para contrastarem com outros momentos da vida de Ellie; por exemplo, a luta de armas d'água contra Riley é contrastada com os tiroteios contra inimigos. A equipe achou complicado a criação de mecânicas de jogabilidade, mesmo com um menor número de cenários de combate em Left Behind do que no jogo principal. A animação das máscaras de Dia das Bruxas mostrou-se um desafio devido ao número de juntas; foram necessárias várias versões diferentes até a final ser implementada.

## Lançamento
Left Behind foi o primeiro conteúdo para download de história feito pela Naughty Dog, sendo anunciado oficialmente em 14 de novembro de 2013. Um pequeno trailer foi disponibilizado simultaneamente, mostrando Ellie e Riley indo brincar em um carrossel. Um vídeo cinemático mostrando o reencontro de Riley e Ellie estreou em 13 de janeiro de 2014. O jogo foi lançado para PlayStation 3 em 14 de fevereiro de 2014; ele depois foi colocado como parte de The Last of Us Remastered e lançado para PlayStation 4 em julho de 2014. Left Behind foi lançado como um pacote de expansão autônomo para ambos os consoles no dia 12 de maio de 2015 por meio da PlayStation Network. A expansão também foi incluída em The Last of Us Part I, um remake do jogo original, lançado para PlayStation 5 no dia 2 de setembro de 2022 e, posteriormente, para Windows em 3 de março de 2023.

## Recepção

### Crítica
The Last of Us: Left Behind foi bem recebido pela crítica especializada. O Metacritic mostra uma nota agregada de 88/100, indicando "críticas geralmente favoráveis". Tom Mc Shea da GameSpot escreveu que a história era perspicaz, enquanto Colin Moriarty da IGN nomeou seu enredo como um dos principais elementos do jogo. Matt Helgeson da Game Informer afirmou que o roteiro "brilha" e que ele é auxiliado significantemente pelo desenvolvimento dos personagens. Renato Carvalho da TechTudo afirmou que o enredo era "extremamente relevante, maduro, indispensável e de certa forma polêmico". Henry Gilbert da GamesRadar achou que a história era "intermitentemente intensa, trágica, bem humorada e até pungente". Samit Sarkar da Polygon escreveu que Left Behind "serve como uma história paralela fantástica" para o jogo principal, porém era "ainda mais impressionante" quando levada em conta por seus próprios méritos. Nick Cowen da Computer and Video Games considerou a história "menos satisfatória" do que The Last of Us por causa da falta de novos detalhes sobre Ellie, mas declarou que mesmo assim era "cheio de ação e proveitoso".
A relação entre Ellie e Riley foi aclamada. Philip Kollar da Polygon gostou da habilidade do jogo em retratar personagens femininas realistas, percebendo que elas "não são estereótipos fáceis", enquanto Mc Shea sentiu uma nova apreciação por Ellie ao ver suas ações perto de Riley. Helgeson recebeu positivamente a adição de Riley, comentando que esta "jogava com o mesmo nível de sutileza e profundidade emocional" que outros personagens do jogo principal. Tim Martin do The Daily Telegraph elogiou as conversas entre as duas personagens, com Stace Harman da Eurogamer acreditando que Left Behind melhorava a compreensão do relacionamento de Joel e Ellie em The Last of Us. Míriam Castro do Omelete afirmou que a relação entre as duas personagens era "singela" e que a partir das interações com Riley era possível entender o motivo de Ellie estar tão determinada em salvar Joel em The Last of Us. As interpretações também foram bem recebidas, com Moriarty e Kirk Hamilton do Kotaku comentando que o jogo melhorou como resultado.

Ellie e Riley se beijam em Left Behind. Esta cena foi muito bem recebida pelos críticos.

Left Behind foi muito elogiado por causa de sua representação de personagens LGBT. O beijo entre Ellie e Riley foi descrito por Hamilton como o "mais recente momento de grande importância dos jogos eletrônicos", declarando-o como "uma grande coisa". Keza MacDonald da IGN escreveu que o beijo foi "tão lindo, natural e engraçado que me deixou estupefata". Edward Smith do International Business Times afirmou que o momento foi "o primeiro exemplo de intimidade em um jogo eletrônico que significou tudo", reconhecendo-o como "uma expressão tanto do florescimento da sexualidade adolescente  quanto de ... amizade". Mesmo assim, o Amplify, um projeto do grupo de advocacia sem fins lucrativos Advocates for Youth, relatou que o beijo gerou algumas críticas homofóbicas de vindas alguns jogadores.
Muitos críticos acharam que o combate era bem diferente de outros jogos de ação. Harman elogiou a habilidade de Left Behind em ligar jogabilidade com história, escrevendo que isso criava "diversidade e dinamismo". Helgeson falou bem do elemento de jogabilidade extra que possibilitava os jogadores iniciarem um confronto entre humanos e Infectados, chamando tais sequências de "cativantes". Martin por sua vez gostou da capacidade do jogo de contextualizar suas seções de combate. Carvalho elogiou o fato de algumas decisões serem deixadas para o jogador tomar.Entretanto, alguns críticos reagiram negativamente sobre uma sequência de jogabilidade ocorrida para o final da história em que os jogadores precisavam matar um grande número de inimigos; Mc Shea escreveu que parte parecia "antinatural", enquanto Moriarty a definiu como "forçada". Mollie L. Patterson da Electronic Gaming Monthly comentou que os jogadores sentiriam-se "decepcionados" caso jogassem o jogo "mais por sua jogabilidade do que história".
O mundo e os cenários também receberam elogios de vários críticos. Kollar disse que as locações do jogo eram "lindas", enquanto Harman escreveu que o projeto dos níveis melhorou os ambientes significantemente. Moriarty elogiou os cenários dentro do shopping por causa de sua regularidade no "mundo real pré-apocalíptico". Mc Shea também achou que o foco do jogo na exploração permitiu que os "ambientes bem pensados respirassem", com Martin comentando que o tamanho de Ellie possibilitava um movimento "mais quieto e rápido" através dos ambientes.

### Prêmios
Left Behind recebeu vários prêmios e indicações de diversas premiações. Pouco depois de ser lançado, o título recebeu o prêmio da GameSpot de Jogo do Mês para Fevereiro de 2014. Ele acabou ficando como o segundo jogo de PlayStation 3 mais bem avaliado no Metacritic em 2014, atrás apenas de Dark Souls II. Left Behind foi indicado pela GameSpot na categoria de Jogo do Ano, vencendo Jogo do Ano do PlayStation 3. Ele venceu as categorias Conteúdo para Download Mais Valioso da premiação da SXSW e Melhor DLC pela Hardcore Gamer. Sua história venceu prêmios da Academia Britânica, Golden Joystick Awards, IGN Australia e do Sindicato dos Roteiristas da América; seu final também foi premiado pela IGN Australia como Momento Mais Memorável. Ellie foi escolhida como a Personagem Mais Valiosa na SXSW, enquanto a interpretação de Johnson recebeu o prêmio da Academia Britânica. Left Behind também foi reconhecido por sua inovação, sendo indicado ao prêmio de Jogos pela Mudança do The Game Awards e ao Prêmio Matthew Crump de Inovação Cultural no SXSW.